# Mother (canción de Meghan Trainor)
«Mother» es una canción de la cantautora estadounidense Meghan Trainor de la edición de lujo de su quinto álbum de estudio de un sello mayor, Takin' It Back (2022). Trainor escribió la canción con Sean Douglas, Gian Stone y Justin Trainor. Epic Records lanzará la canción como sencillo el 27 de marzo de 2023. Hace sampling la canción de 1954 «Mister Sandman», escrita por Pat Ballard. La pista fue anunciada el 27 de febrero de 2023.

## Trasfondo
Meghan Trainor lanzó dos álbumes de estudio de sellos importantes en 2020, el tercero, Treat Myself, y el cuarto, A Very Trainor Christmas. Luchó mientras creaba el primero, reescribiéndolo cuatro veces como un intento de «adaptarse a lo que está sucediendo en la industria de la música» después de que sus sencillos anteriores fracasaran. Después de que la canción «Title» de Trainor de 2014 alcanzara una popularidad viral en el servicio para compartir videos TikTok en 2021, anunció su intención de pasar al sonido doo wop de su álbum de 2015 del mismo nombre en su quinto álbum, en mayo del año siguiente, junto con la influencia de su embarazo en él.
«Bad for Me», fue lanzado como el sencillo principal el 24 de junio de 2022 y cuenta con la voz invitada del cantautor estadounidense Teddy Swims. «Made You Look» fue lanzado como el segundo sencillo. La canción se volvió viral en TikTok. Se convirtió en la primera canción de Trainor desde 2016 en ingresar al top 40 en el Billboard Hot 100 de EE. UU. y su primer sencillo entre los 10 primeros en la UK Singles Chart en siete años, alcanzando el top 10 en otros países, incluidos Australia y Nueva Zelanda.
«Mother» fue escrita por Trainor, Sean Douglas, Gian Stone, Justin Trainor y Pat Ballard. La canción sirve como el primer sencillo de la edición de lujo de su quinto álbum de estudio de un sello importante, Takin' It Back (2022), y se enviará a estaciones de radio de género adult contemporary en los Estados Unidos el 27 de marzo de 2023. Su lanzamiento siguió al anuncio del primer libro de Trainor, que también tiene como tema la maternidad, llamado Dear Future Mama. Anunció el lanzamiento de «Mother» cuando tenía 21 semanas de embarazo. Trainor compartió un clip bailando la canción con su esposo Daryl Sabara y el influencer de TikTok Chris Olsen, que presentaba una interpolación de la canción de 1954 «Mister Sandman» y la letra «I am your mother/ You listen to me/ Stop all that mansplainin'/ No one's listenin/ Tell me who gave you permission to speak/ I am your mother/ You listen to me» («Soy tu madre / Tú me escuchas / Detén toda esa mansplaining / Nadie escucha / Dime quién te dio permiso para hablar / Soy tu madre / Tú me escuchas»). El fragmento obtuvo críticas de críticos en línea, quienes la acusaron de hacer música únicamente para volverse viral en TikTok, y un tuit viral la acusó de participar en la «Tiktokificación de la música pop».

## Video musical
El 11 de marzo de 2023 se lanzó un video musical de la canción, con un cameo de Kris Jenner. La estética colorida del video es visualmente similar a los videos musicales anteriores de sus canciones de Takin 'It Back, que incluyen «Made You Look» y «Don't I Make It Look Easy».

## Historial de lanzamiento
| Región | Fecha               | Formato(s)         | Sello | Ref.   |
| ------ | ------------------- | ------------------ | ----- | ------ |
| Varios | 27 de marzo de 2023 | Adult contemporary | Epic  | [ 17 ] |